# Croacia en los Juegos Paralímpicos de Tokio 2020
Croacia estuvo representada en los Juegos Paralímpicos de Tokio 2020 por un total de 22 deportistas, 16 hombres y seis mujeres.

## Medallistas
El equipo paralímpico croata obtuvo las siguientes medallas:
| Nombre                             | Deporte       | Evento                         |
| ---------------------------------- | ------------- | ------------------------------ |
| Oro                                |               |                                |
| —                                  |               |                                |
| Plata                              |               |                                |
| Velimir Šandor                     | Atletismo     | Disco F52 masculino            |
| Ivan Katanušić                     | Atletismo     | Disco F64 masculino            |
| Ivan Mikulić                       | Taekwondo     | +75 kg masculino               |
| Bronce                             |               |                                |
| Mikela Ristoski                    | Atletismo     | Salto de longitud T20 femenino |
| Deni Černi                         | Atletismo     | Peso F33 masculino             |
| Dino Sinovčić                      | Natación      | 100 m espalda S6 masculino     |
| Helena Dretar Karić Anđela Mužinić | Tenis de mesa | Equipo 1-3 femenino            |